# Quarterlife
Quarterlife – amerykański serial internetowy oraz strona sieci społecznej stworzone przez Marshalla Herskovitza oraz Edwarda Zwicka – twórców thirtysomething, Moje tak zwane życie oraz Once and Again. Produkcja opowiada o problemach sześciu dwudziestoletnich artystów, żyjących w czasach społeczeństwa informacyjnego.
W serialu występują, wymienieni w alfabetycznej kolejności Kevin Christy, Scott Michael Foster, Michelle Lombardo, Maite Schwartz, Bitsie Tulloch i David Walton; a także Barret Swatek, Bree Turner, Barbara Williams oraz Omari Hardwick.
17 listopada 2007 sieć NBC ogłosiła, że wykupiła prawa do transmisji Quarterlife w telewizji w roku 2008, po emisji odcinków w internecie.